# Anthene kigezi
Anthene kigezi är en fjärilsart som beskrevs av Henry Stempffer 1961. Anthene kigezi ingår i släktet Anthene och familjen juvelvingar. Inga underarter finns listade i Catalogue of Life.